# باتريك فلين (منافس ألعاب قوى)
باتريك فلين (بالإنجليزية: Patrick Flynn)‏ هو منافس ألعاب قوى أمريكي، ولد في 17 ديسمبر 1894 في Bandon, County Cork ‏ في جمهورية أيرلندا، وتوفي في 5 يناير 1969 في كوينز في الولايات المتحدة.

## وصلات خارجية
- باتريك فلين على موقع أوليمبيديا (الإنجليزية)